# Projet X (film, 1987)
Pour les articles homonymes, voir Projet X.
Pour plus de détails, voir Fiche technique et Distribution.
Projet X (Project X), ou Opération Chimpanzé au Québec, est un film américain réalisé par Jonathan Kaplan, sorti en 1987.

## Synopsis
Teri MacDonald, étudiante diplômée, a formé un chimpanzé nommé Virgil à utiliser la langue des signes à l'Université du Wisconsin. Lorsque sa bourse de recherche n'est pas renouvelée, elle est obligée de vendre Virgil. Celui-ci est emmené dans une base de l'Air Force pour être utilisé dans un projet de recherche top secret impliquant un simulateur de vol.
L'aviateur Jimmy Garrett, un jeune pilote, commet une grave infraction et se trouve muté dans la même base et affecté au projet chimpanzé. Virgil et Jimmy se lient rapidement et Jimmy découvre que Virgil a appris la langue des signes. À l'insu de Jimmy, une fois que les chimpanzés auront atteint un certain niveau de fonctionnement du simulateur de vol, ils seront exposés à une impulsion létale de radiations pour déterminer combien de temps un pilote peut survivre après une deuxième frappe nucléaire.
Lorsque Jimmy prend conscience du sort des chimpanzés, il contacte Teri, qui vient à la base. Teri dit à Jimmy qu'elle va informer la National Science Foundation de la tromperie. Jimmy informe Teri qu'elle n'a pas assez de temps car Virgil devrait bientôt mourir.
Jimmy conteste au Dr Carroll et d'autres responsable le bien-fondé du projet en soulignant qu'un pilote humain, connaissant les risques d'une deuxième frappe, saurait qu'il est sur le point de mourir et que sont jugement serait donc affecté. Ce qui n'est pas le cas des chimpanzés qui n'auraient pas la même conscience. Pour lui le projet est donc inutile et dangereux. Les conclusions de Jimmy font enrager le Dr Carroll.
Pendant ce temps, dans le vivarium, certains chimpanzés ont réussi à déverrouiller leurs cages et ont empilé des caisses et des boîtes pour tenter de s'échapper à travers un puits de lumière. Jimmy et Teri entrent et voient les chimpanzés s'échapper. Virgil, au sommet de la pile, est sur le point de briser le puits de lumière avec un pied de biche lorsque les autorités entrent. Goliath, un autre chimpanzé très en colère, se bat avec le Dr Carroll. Les autorités sont chassées de la salle alors que Goliath et Virgil se retrouvent dans la salle du simulateur de vol. Un extincteur coincé met le générateur de rayonnement en route, pouvant entraîner une explosion de rayonnement incontrôlée. Jimmy sort Virgil et quelques autres chimpanzés, mais Goliath coincé à l'intérieur continue de briser le simulateur. Jimmy et Virgil convainc Goliath de retirer l'extincteur, mais Goliath meurt irradié.
Jimmy et Teri volent un avion militaire pour aider les chimpanzés à s'échapper, mais ils sont arrêtés par la police militaire. Pendant que la police les tient, Virgil fait décoller l'avion et les chimpanzés s'échappent. Ils finissent par s'écraser dans les Everglades à proximité de la base et échappent à une battue. Juste au moment où les recherches sont abandonnées, Jimmy et Teri voient Virgil se cacher dans les marécages avec sa petite amie chimpanzé. Teri fait alors signe à Virgil que lui et les autres sont maintenant "libres", et les chimpanzés disparaissent dans les Everglades.

## Fiche technique
- Titre : Projet X
- Titre québécois : Opération Chimpanzé
- Titre original : Project X
- Réalisation : Jonathan Kaplan
- Scénario : Lawrence Lasker et Stanley Weiser
- Musique : James Horner
- Photographie : Dean Cundey
- Montage : O. Nicholas Brown, Nick Fletcher et Brent A. Schoenfeld
- Décors : Lawrence G. Paull et Rick Simpson
- Costumes : Mary E. Vogt
- Production : Lawrence Lasker et Walter F. Parkes
- Société de production : Parkes/Lasker Productions
- Société de distribution : 20th Century Fox (États-Unis)
- Pays d'origine :  États-Unis
- Genre : Comédie dramatique, thriller et science-fiction
- Durée : 108 minutes
- Dates de sortie : 17 avril 1987 aux États-Unis

## Distribution
- Matthew Broderick : Jimmy Garrett
- Helen Hunt : Teri Macdonald
- William Sadler : Dr Carroll
- Johnny Ray McGhee : Robertson
- Stephen Lang : Watts
- Jonathan Stark : Sergent Krieger
- Harry E. Northup : Congressiste
- Ken Lerner : Finley